# Rouleau enluminé des Notes de chevets
Le Rouleau enluminé des Notes de chevet (枕草子絵巻, Makura no sōshi emaki, ou 枕草子絵詞, Makura no sōshi ekotoba) est un emaki datant de la fin de l’époque de Kamakura (début du XIVe siècle) illustrant les Notes de chevet de la courtisane Sei Shōnagon écrites entre 990 et 1002. L’œuvre est classée bien culturel important.

## Arts desemaki

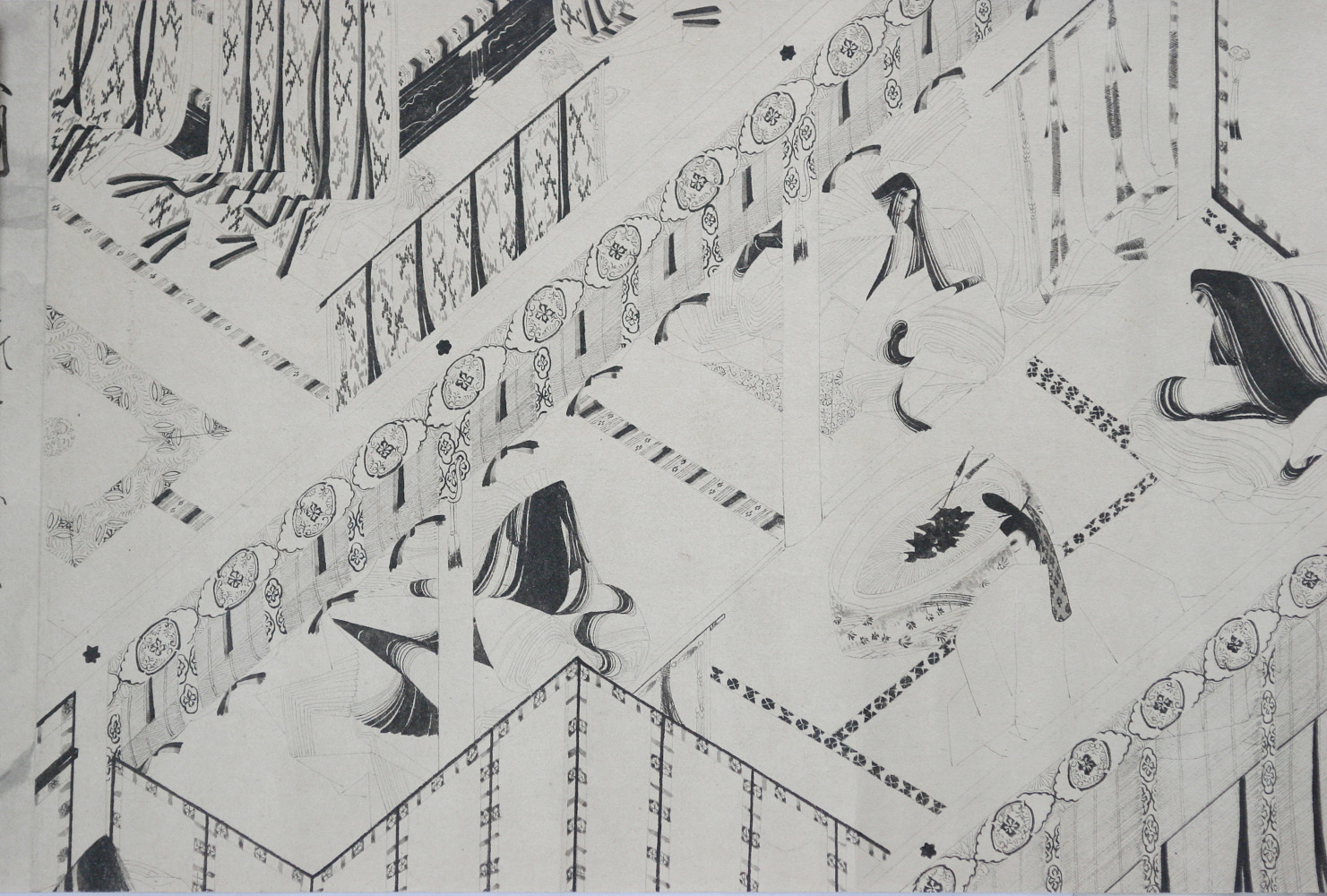
Détail de la 1re section : dame Shigeisha rend visite à sa sœur aînée et son père.

Apparu au Japon vers le VIe siècle grâce aux échanges avec l’empire chinois, l’art de l’emaki se diffusa largement auprès de l’aristocratie à l’époque de Heian. Un emaki se compose d’un ou plusieurs longs rouleaux de papier narrant une histoire au moyen de textes et de peintures de style yamato-e. Le lecteur découvre le récit en déroulant progressivement les rouleaux avec une main tout en le ré-enroulant avec l’autre main, de droite à gauche (selon le sens d’écriture du japonais), de sorte que seule une portion de texte ou d’image d’une soixantaine de centimètres est visible. La narration suppose un enchaînement de scènes dont le rythme, la composition et les transitions relèvent entièrement de la sensibilité et de la technique de l’artiste. Les thèmes des récits étaient très variés : illustrations de romans, de chroniques historiques, de textes religieux, de biographies de personnages célèbres, d’anecdotes humoristiques ou fantastiques.
Les illustrations de romans, contes ou journaux sont appréciées par les dames de la cour dès l’époque de Heian, dont il reste des emaki fameux comme les Rouleaux illustrés du Dit du Genji ou le Roman enluminé de Nezame. Durant l’époque de Kamakura (1185-1333), l’intérêt pour la culture raffinée des aristocrates de l’époque de Heian perdure avec la production d’emaki sur la vie à la cour comme Rouleaux enluminés du journal intime de Murasaki Shikibu, les Contes enluminés d’Ise et bien sûr le Rouleau enluminé des Notes de chevets,.

## Description

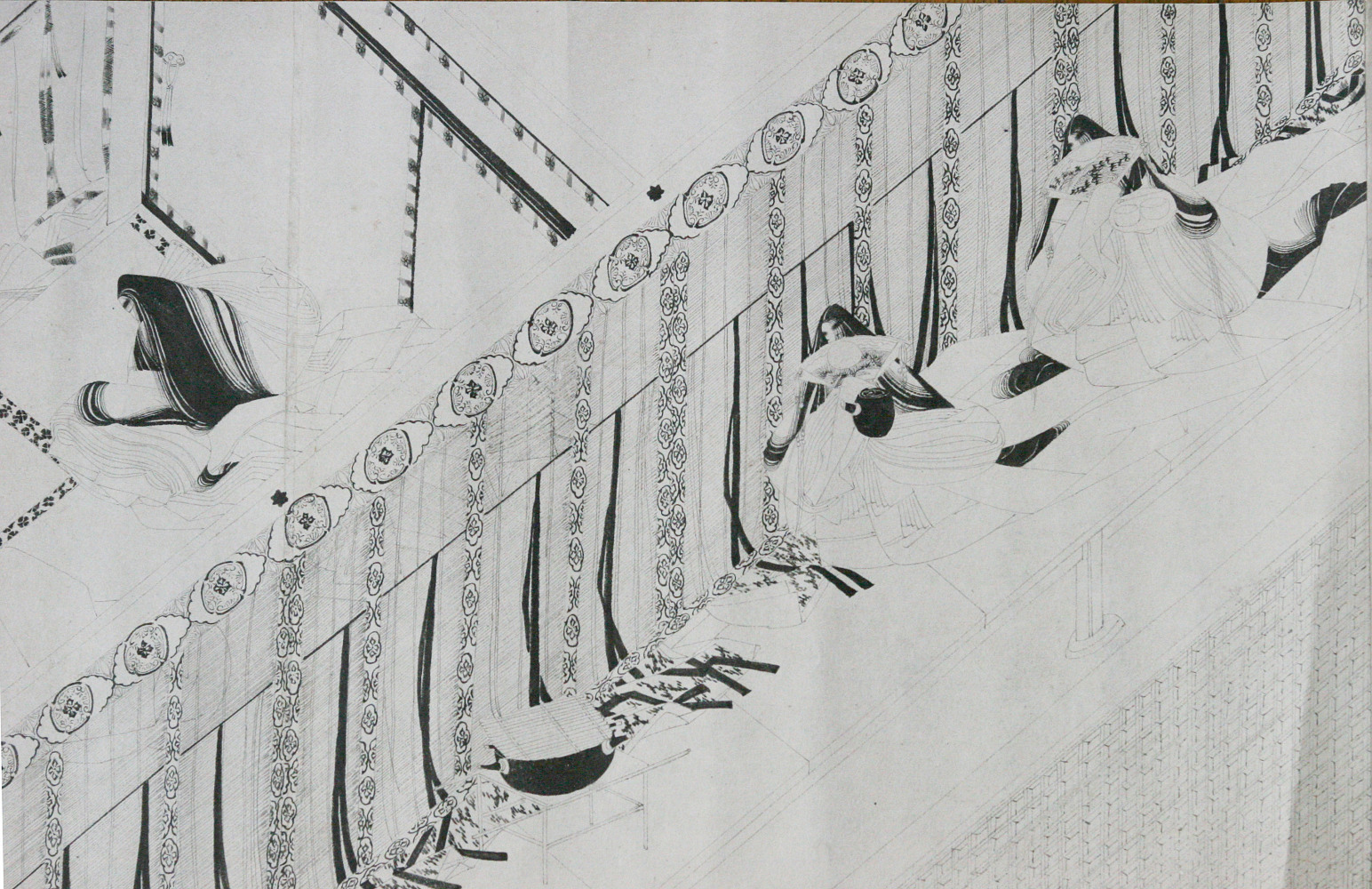
Détail de la 1re section : dame Shigeisha rend visite à sa sœur aînée et son père.

Les Notes de chevet sont un recueil de petits billets dans lesquels une courtisane de la cour impériale confie ses impressions, ses pensées ou des anecdotes, ainsi que parfois des poèmes de sa composition. Écrit dans les années 990 jusqu’à 1002, ce recueil est une des œuvres littéraires les plus célèbres de l’époque.
L’emaki se compose aujourd’hui d’un seul rouleau de papier contenant six sections, chacune composée d’une peinture accompagnant un texte calligraphié (à l’exception de la première section qui comprend deux peintures et deux textes) illustrant une anecdote sur la vie à la cour issue des Notes de chevet, sans grand rapport entre elles. Les auteurs de l’emaki ne sont pas connus avec certitude. La boîte contenant le rouleau indique que l’auteur des calligraphies est l’empereur retiré Go-Kōgon (1338-1374) et qu’une femme a effectué les peintures, mais cette inscription est ultérieure à la création du rouleau, et la qualité des illustrations indique plutôt la main d’un peintre professionnel, qui ne peut être à l’époque qu’un homme. D’autres théories existent, comme l’attribution des calligraphies à l’empereur Fushimi (1265-1317) ou à sa fille, sans preuve toutefois.

## Style

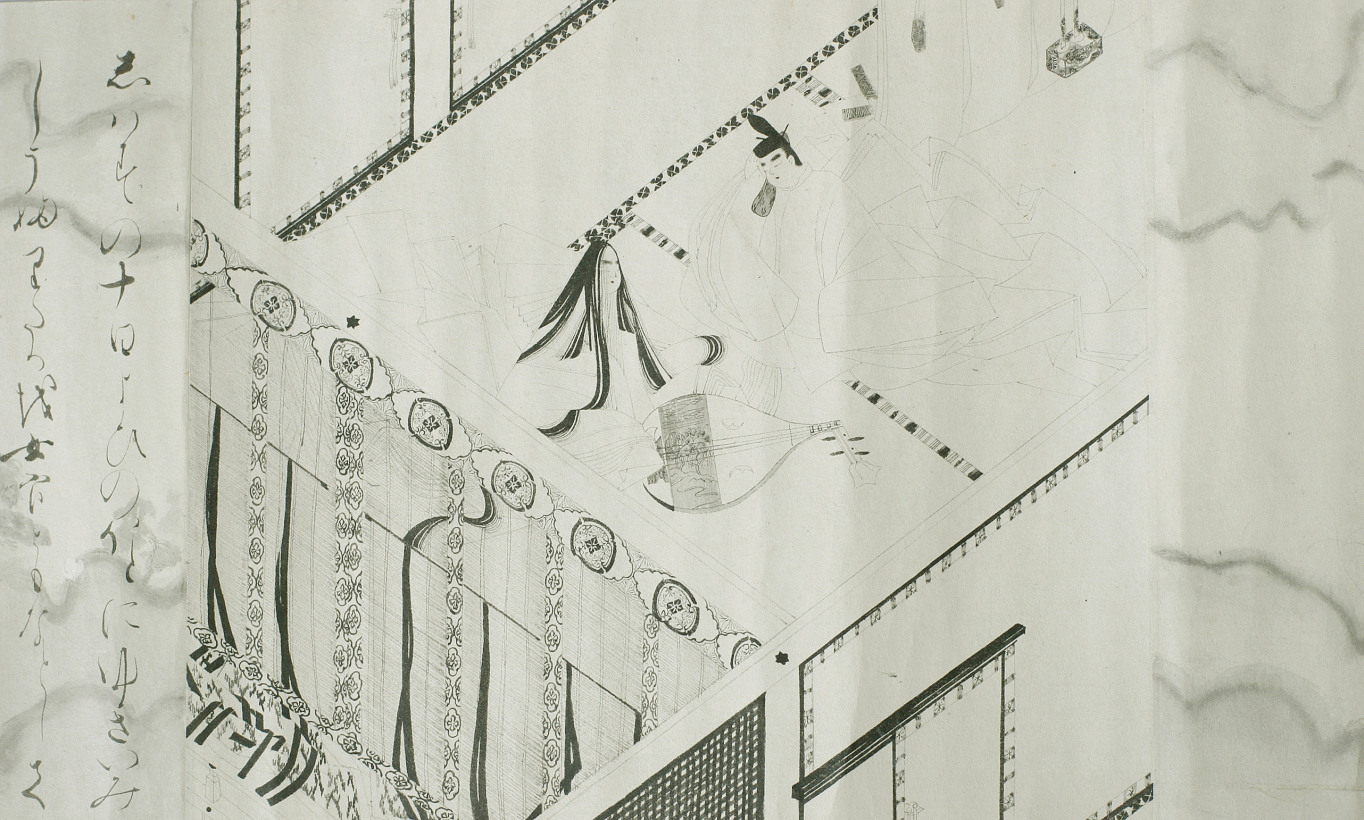
3e section : l’empereur retiré apportant un biwa à son épouse.

L’emaki présente un style original mêlant la technique tsukuri-e typique des peintures de la cour de Heian avec le habukyō (peinture monochrome),. Le tsukuri-e implique généralement trois étapes : l’esquisse de l’ossature de la composition à l’encre, l’ajout des couleurs opaques sur tout la surface du papier et enfin le rehaussement des lignes et des détails. Il en résulte des peintures très construites. Ici, dans le Rouleau enluminé des Notes de chevets, l’artiste s’est arrêté à la première étape, la création des lignes, si bien que l’œuvre arbore un style habukyō, c’est-à-dire le dessin à l’encre de Chine sur papier nu.

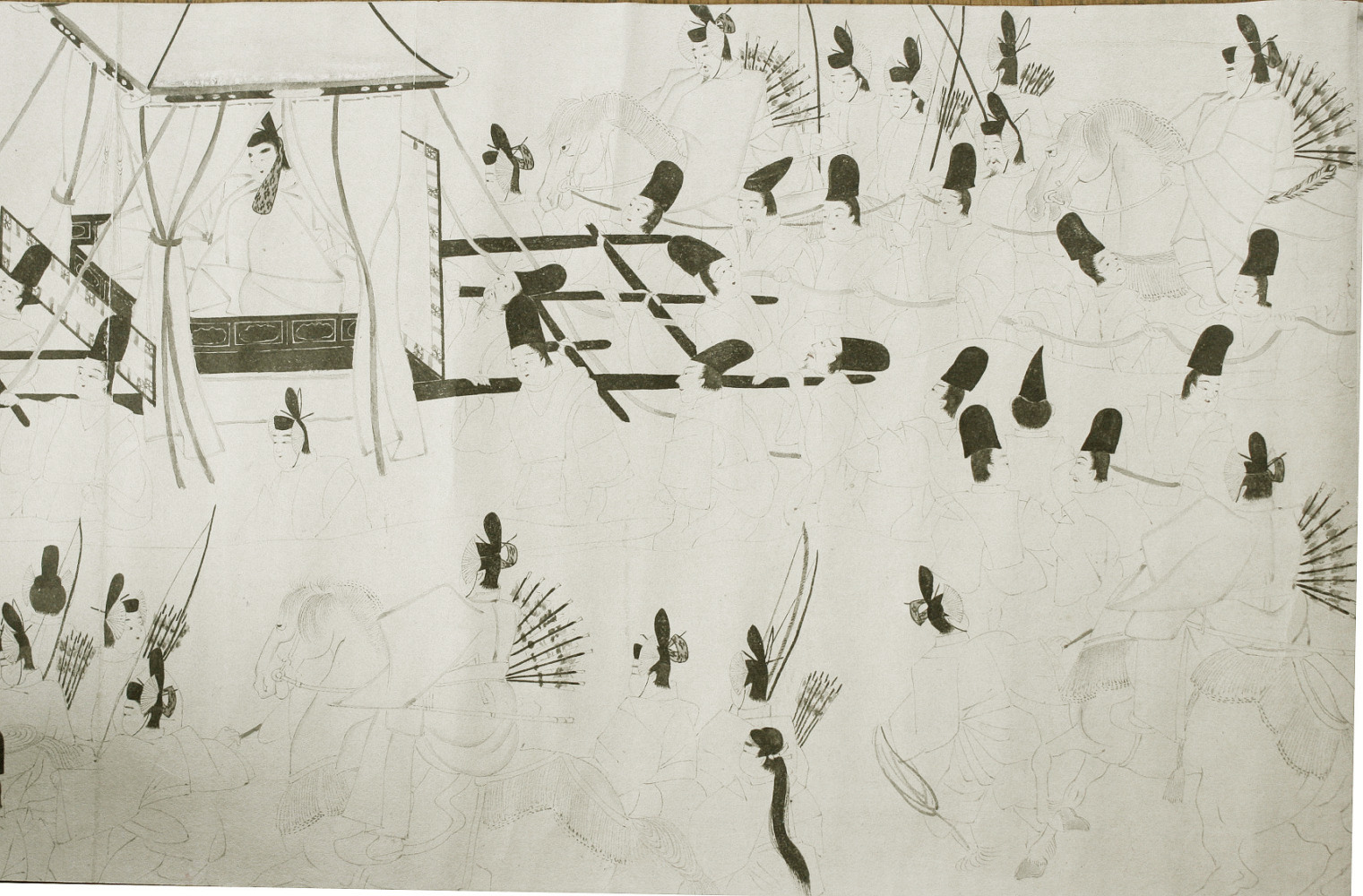
6e section : la suite de l’empereur retourne au palais après une visite au sanctuaire Hachiman.

Contrairement à d’autres œuvres habukyō, les lignes à l’encre sont ici très fines, précises et maîtrisées pour les contours, tandis que des lignes plus épaisses sont utilisées pour les détails (dont les belles chevelures des dames), conférant une certaine élégance à l’ensemble. Il n’y a pour seule couleur que l’usage de pigments rouges, aujourd'hui effacés, pour les lèvres et d’une encre très foncée tendant sur le marron. Cette composition relativement unique interroge sur les intentions de l’artiste (volonté d’innovation ou inachèvement ?), mais semble montrer une nouvelle interprétation de la technique traditionnelle du tsukuri-e.
L’emaki montre l’emploi de la technique traditionnelle du fukinuki yatai, consistant à ôter les toits des bâtiments pour peindre des scènes se déroulant à l’intérieur des bâtiments depuis un point de vue un hauteur.

## Postérité
Le Rouleau enluminé des Notes de chevets est détenu par la famille Asano et est classé bien culturel important au patrimoine culturel du Japon.